# Octinodes capillatus
Octinodes capillatus is een keversoort uit de familie van de kniptorren (Elateridae). De wetenschappelijke naam van de soort werd in 1863 gepubliceerd door Ernest Candèze.